# Musée Glenbow
Le musée Glenbow est un musée d'art et d'histoire situé à Calgary , dans la province de l'Alberta au Canada. Il a été fondé en 1954 par le philanthrope Eric Harvie (en).
Le musée Glenbow raconte l'histoire du sud de l'Alberta à travers des expositions permanentes.
En 1966 est créé l'Institut Glenbow-Alberta, lorsque Eric Harvie fit don de sa vaste collection historique. L'Institut gère le musée ouvert au public, ainsi qu'une bibliothèque et des archives. Le philanthrope et le gouvernement de l'Alberta ont injecté 5 millions $ chacun pour le financement de sa création. En 1976, fut construit dans le centre-ville de Calgary (en), en face de la tour de Calgary, un édifice de huit étages dont trois sont consacrées aux expositions. Avec ses 8 361 m2, c'est le plus grand musée de l'Ouest canadien.
Ses collections d’œuvres d'art comprennent plus de 26 000 œuvres d'art canadiennes anciennes et contemporaines d'artistes albertains et bien d'autres au nombre desquels on retrouve Paul Kane, Carl Rungius (en), Belmore Browne, Walter J. Phillips (en), F.A. Verner, Albert Bierstadt, Henry Speck et Augustus Kenderdine (en).
Un étage de l'édifice est consacré aux œuvres qui font revivre la colonisation de l'Ouest canadien. La vie et les coutumes des peuples des Premières Nations se dévoilent aux visiteurs à travers les expositions qui retracent l'histoire de la construction du chemin de fer et la vague d'immigration qui en a résulté. Un autre étage présente des expositions internationales dont trois expositions permanentes.
Le musée Glenbow peut s'enorgueillir de posséder plus de 192 000 artefacts pour ses collections d'objets historiques et ethnologiques ajoutés aux quelque 28 800 pièces de la collection minéralogique. Plus de 100 000 livres, périodiques, journaux, revues, catalogues et cartes géographiques rares traitant de l'Ouest canadien et au-delà de deux millions d'images et de manuscrits non publiés (registres, documents, journaux, lettres et journaux personnels) relatifs également à l'histoire de l'Ouest canadien viennent compléter les collections de l'institution.
En 1996, l'Institut cessa d'être une société de la Couronne pour devenir un organisme indépendant à but non lucratif.